# 森川保之
森川 保之（もりかわ やすゆき、生没年不詳）は、江戸時代の京都の浮世絵師。

## 来歴
師系不明、京都の人。作画期は文政から天保の頃にかけてで、読本を中心に版本の挿絵を手掛けている。

## 作品
- 『絵本幸勇譚』　※読本、東籬亭菊人作。文政8年（1825年）刊行
- 『出雲物語』　※読本、紀美麻呂作　文政13年（1830年）刊行
- 『大日本年中行事大全』　※速水春暁斎作、天保3年（1832年）刊行
- 『西海波間月』　※自画作、天保6年刊行